# 賜藥
賜藥，是一種中國自唐朝以降，皇帝贈送藥物給官員的行為，此一行為一直延續到清朝。賜藥有時是例行賞賜，有時是特別照顧患病的官員。透過這項行為，皇帝可以向官員表達關顧之意，加深君臣之間的關係，甚至可以彰顯出自己是重視下屬的君主。
賜藥的內容中，最常見的是賜與口脂、面藥、澡豆、紅雪、紫雪、金石凌等。以功效來分別的話，口脂、面藥、澡豆與改善儀容、駐顏術有關；紅雪、紫雪、金石凌與服食金石藥品相關。

## 賜藥項目

### 口脂、面藥
口脂、面藥在每年臘日會下賜給官員已是常制，甚至地方官員同樣可獲得賞賜。會選在臘日賜與口脂、面藥，很可能是具有保護皮膚與改善儀容的功效，維持皮膚濕潤而不被凍傷。此外，口脂還具有令口氣芳香的作用。
面藥是由面脂與面藥兩者混合而成的，具有滋潤面部皮膚的功用，可以令面部潔白有光澤，甚至達到駐顏功效。許多大臣在感謝皇帝下賜的謝文中常用「面脂」一詞來說面藥，且往往是以「潤」字來形容。

### 澡豆
澡豆主要是用來清潔面部與手部，在塗上面脂、面藥以前使用，清潔面孔。單純使用澡豆也可以達到類似面藥的功效，但兩者通常會並用。在《備急千金藥方•面藥》記載面脂、面膏的種類，而澡豆也包含在內，可見兩者並用之關聯性。

### 紅雪、紫雪、金石凌
金石凌是經由炮製而成的藥物，在皇帝賜與金石凌時，是連同藥方與服法一起賜與的，說明金石凌的使用方式並非人人都了解。根據《千金翼方•本草上》的記載，金石凌的重要原料──朴硝，味道苦辛，性寒，無毒，可除寒熱邪氣、化七十二種石。也因為成分中有金，因而顯得貴重。
紅雪和紫雪的功效與金石凌相當接近，基本上以治熱為主，但還能治療許多其他類型的疾病，像是腳氣、頭痛、身體微腫、瘡傷等等。

唐朝皇帝習於煉製丹藥並服食，以求身體健康或是長生不老。但煉製出的藥石是具有毒性的，且服食後身體會發熱，因此需要搭配服用可以治療症狀的藥物。而皇帝會下賜這些與服用丹藥相關的藥物，很可能與官員亦流行服石有關。由於服用「寒石散」會有明顯的後遺症，因此唐人多只服用五石中的其中一項──鍾乳。

## 皇帝賜藥之用意
使用口脂、面藥使官員看起來有健康的外表，紅雪、紫雪、金石凌則有助於治療服食金石藥物後身體發熱的症狀。透過將所擁有的醫療資源和官員分享，顯現出君主關心官員身體健康的情況，也加強君臣關係。